# Ball de les Gitanes de Vilafranca
El Ball de les Gitanes de Vilafranca del Penedès és un ball del seguici de la Festa Major de Vilafranca del Penedès. Segueix l'estructura dels balls de cintes en què els balladors dansen amb unes vetes que trenen al voltant d'un pal central. La primera referència és de 1805 i es va ballar de manera regular durant el segle xix. Des de finals del segle xix va ser ballat exclusivament per gitanos de la població, majoritàriament del clan Canyeret. Això va ser així fins al 1999, any en què els gitanos de la vila van sortir per últim cop. El 2001 es va recuperar el Ball de les Gitanes, integrat exclusivament per paios i paies, és a dir, sense components d'ètnia gitana.

## Dansa i música
L'esquema general del Ball de les Gitanes té tres parts, acompanyades de les seves melodies corresponents. La primera figura és la Passada, es tracta d'una melodia que no té coreografia i que serveix per marcar l'entrada i sortida del ball. La segona part és el ball de Cintes, també conegut com a Ballada o el Cordó, dansa en què els balladors trenen i destrenen les cintes al voltant del pal. Finalment, el Rotllet o Ball de Galerons es tracta d'una jota que balla primer la parella de galerons i després ho fan amb la resta del grup.
La música del Ball de les Gitanes consta de tres peces ben diferents entre si: la Passada, el Ball de Cintes i el Rotllet o Ball de Galerons, que es corresponen a les tres parts del ball. La formació tradicional que acompanya el ball és de gralles i timbal, tot i que hi ha indicis que també hagués pogut estar acompanyat per un flabiol, i els balladors fan sonar les castanyoles.

## Indumentària

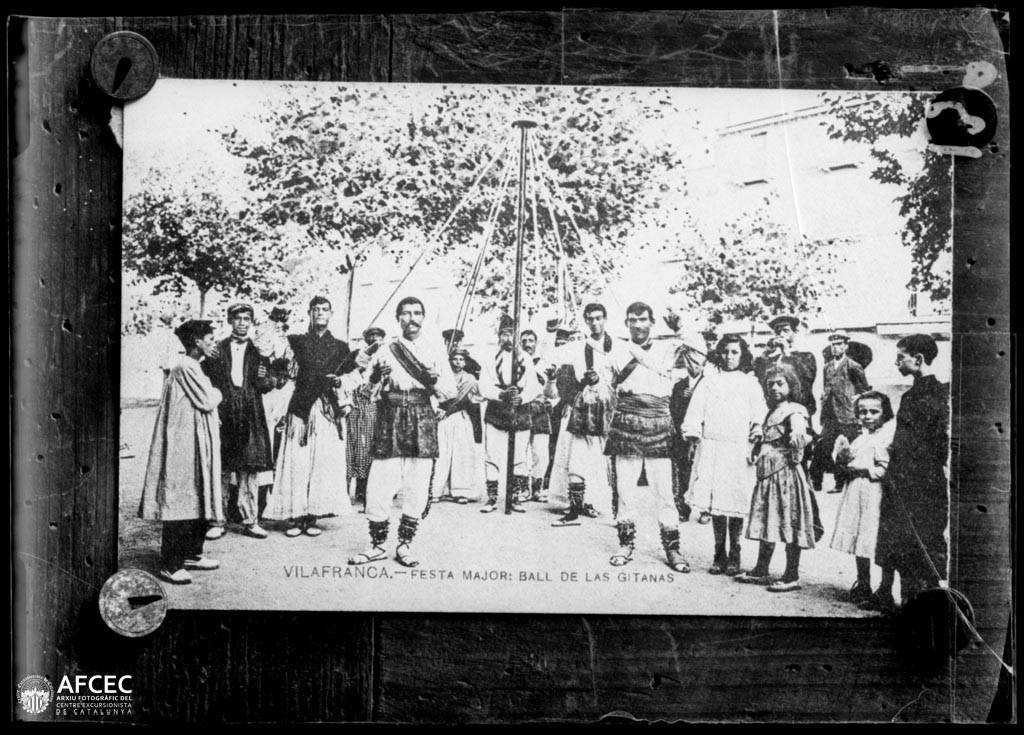
Fotografia del Ball de les Gitanes de Vilafranca de finals del o principis del

El Ball de les Gitanes de Vilafranca ha anat canviant de vestuari al llarg de la història, actualment manté la indumentària que es va confeccionar el 2006 fruit d'una reinterpretació feta per Blanca Ferré. El disseny es basa en la roba de la classe humil de mitjan segle xix.
La indumentària dels nois està constituïda per una camisa i pantalons color cru, faldellí, camalls amb cascavells, faixa, mocador al cap i espardenyes de veta negra. Els faldellins i els camalls dels gitanos són de quatre colors: granat, blau fosc, blau clar i negre (tant el blau fosc com el grana pertanyen als que ballen amb les cintes, el negre és del Capità i l'Estaquirot i el blau clar pel Galeró). Al cap hi porten un mocador llis nuat. L'Estaquirot i el Capità el porten de color negre, el Galeró blau clar i els altres gitanos utilitzen colors diversos sense estar fixats (marró, verd, etc.). Finalment, les faixes que fan servir són totes de color morat, un color de faixa que també es trobava abans.
El vestuari de les noies consta de pantalonets i enagos crus, faldilla de color, brusa, cosset, mantó i espardenyes. Les faldilles de les noies són de la gamma del marró i verd; i gammes de blau i rosat pels cossets. Tot i que cap cosset no és igual ni en la forma ni en el color; n'hi ha que van cordats darrere i d'altres que van cordats davant, tenen una coherència en conjunt. El mantó és un complement que només es fa servir als vespres, quan fresqueja, serveix per abrigar i quan el porten se'l lliguen al darrere, d'aquesta manera estan més lliures per ballar. Els mantons són llisos i no porten serrells com els mantons madrilenys; els seus colors són: negre, gris perla, granat i blau. Per complementar tot aquest vestuari les noies porten arracades i es pentinen al seu gust: a vegades s'hi posen cintes, flors, o bé se'l recullen. Tant les faldilles de les noies com les camises dels nois, estan totes ornamentades amb flors fetes de vetes de colors.
Els Galerons utilitzen una tonalitat més clara respecte de la resta de gitanos. Això és així perquè representen la parella més jove del grup (els nuvis) i el blanc és color de puresa. Tant la faldilla de la Galerona com el faldellí del Galeró són de color beix amb un vió blau a la part inferior. Aquest blau és el mateix que s'utilitza en el cosset i el mantó de la noia i en els camalls del noi.
Tots els gitanos i gitanes, excepte el Capità i l'Estaquirot, porten castanyoles a les mans. El Capità duu un fuet com el que es fa servir per guiar els cavalls del carro i així poder obrir pas a les cercaviles i marcar l'inici de les evolucions coreogràfiques; l'Estaquirot és qui aguanta el pal. Aquests dos últims porten creuat a les espatlles un farcell en el qual es guarden les coses dels membres del grup.

## Pal

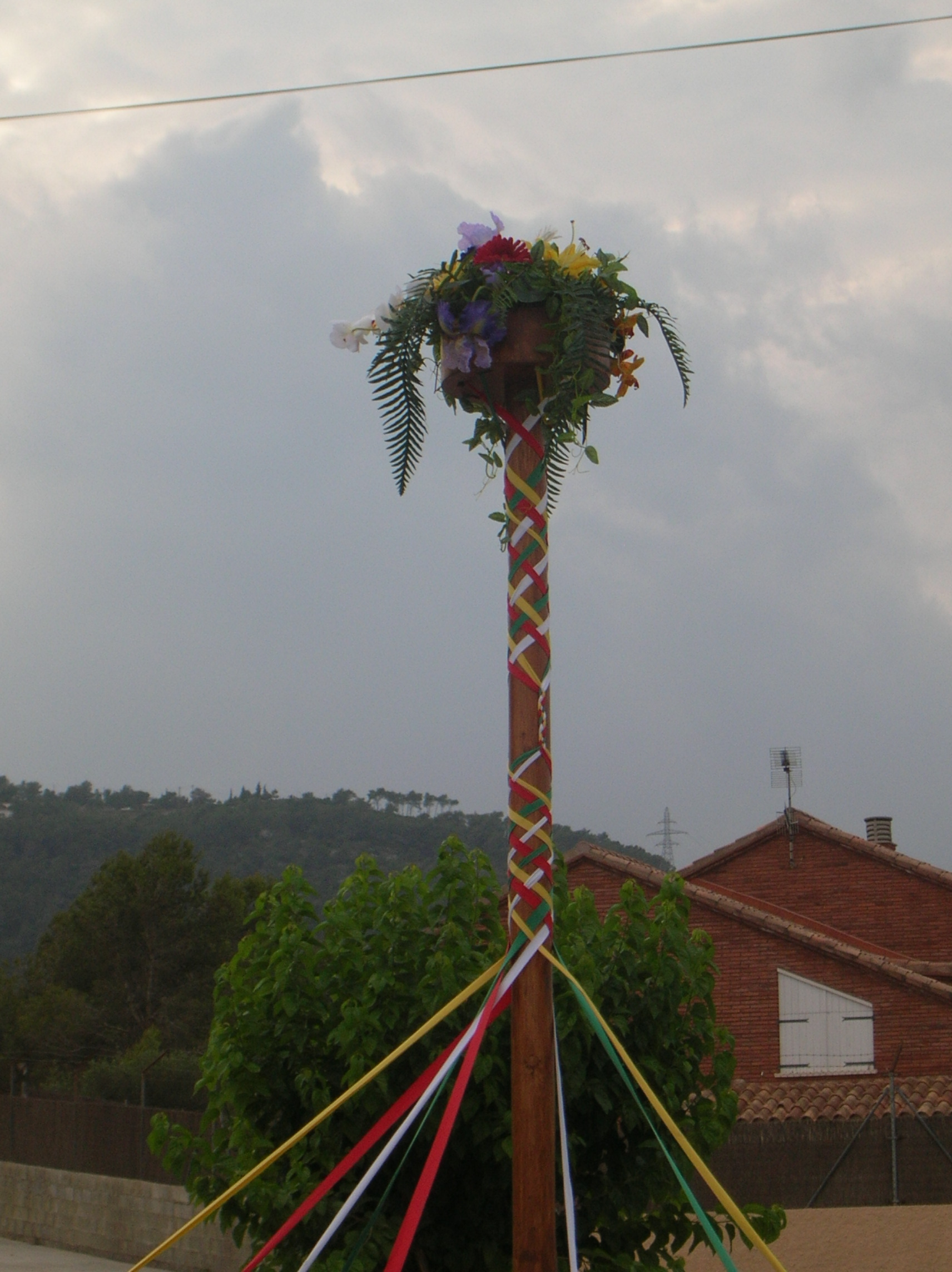
El pal del Ball de les Gitanes de Vilafranca del Penedès

El pal és un dels emblemes principals del grup i representa l'antic Arbre de Maig. Fet de fusta envernissada i està coronat per un pom de flors del qual surten les cintes. Aquestes vetes segueixen la gamma cromàtica del ball: dues cintes de color blanc, dues de verdes, dues de vermelles i dues de grogues. A diferència de l'antic Pal que no sabem el perquè era pintat amb franges de color entrellaçades aquest és completament llis, recordant l'aspecte d'un arbre.

## Ball parlat
Diversos autors consideren els Balls de les Gitanes balls amb parlaments, on el text és un suport a la dansa; en el cas de les Gitanes de Vilafranca, la importància que adquireix la posada en escena i el tractament que rep la part recitativa ha fet que a Vilafranca es consideri les Gitanes un ball parlat amb la mateixa consideració que es té amb els Diables o el Ball d'en Serrallonga.
Forma part de la categoria de balls parlats de tipus satíric i això queda ben palès en el transcurs de la representació completa de la dansa, on es remarquen i interaccionen els diferents rols de cada personatge. Les lloances del Capità, els negocis de la Cordonera, la baralla d'enamorats protagonitzada pels Galerons, declaracions d'amor, lamentacions, etc. donen lloc a escenes còmiques plenes de sàtira social que tant han professat aquestes manifestacions festives.
El Ball de les Gitanes no disposa d'un text-guió sobre l'estructura dramàtica que s'utilitzava a Vilafranca antigament. Tot i que la presència d'uns versos ha sigut una constant des de finals del segle xix (bona part d'ells es troben recollits en diversos treballs) aquests no han seguit una estructura fixa i s'han realitzat a parer dels membres que han format part del grup. L'actual guió va ser creat per la restauració del 2001 i és una adaptació feta per Raimon Casals a partir de les descripcions existents i els reculls folklòrics de Ballets del Penedès i l'Esbart Català de Dansaires, a banda de l'estudi del desenvolupament general dels balls parlats. Un altre document important per acabar de configurar el guió van ser uns versos escrits per Apel·les Mestres a partir d'uns d'originals recollits per Aureli Capmany al Penedès. Aquests conservaven una estructura dramàtica intercalada amb el ball que ens ajudava a mantenir la presència dels versos dintre de la dansa, com s'havia anat fent fins als últims anys de l'anterior grup.
A diferència d'altres balls actius en altres poblacions, on la part recitativa es realitza abans o després de la coreogràfica, en el cas de Vilafranca, com ja hem dit, aquesta està intercalada en el desenvolupament de la dansa. Això la dota de major fluïdesa i en el global de l'espectacle en millora el ritme i equilibra la part teatral amb la coreogràfica. Per tal de mantenir el caràcter viu d'aquest ball, a banda dels versos ja tradicionals, els altres es renoven cada any mitjançant la guia d'uns esquemes fixats com a reiteratius dels distints personatges, creant així una simbiosi entre la tradició i la modernitat.

Hi ha un vers tradicional, recollit a principis del segle xx i molt utilitzat:
| « | Gitanilles! Eh! Aquestes sí que són gitanes, gitanes de condició, i per nostres culpes i errades anem a desfer el cordó. | » |